# Vincent Deljoutte

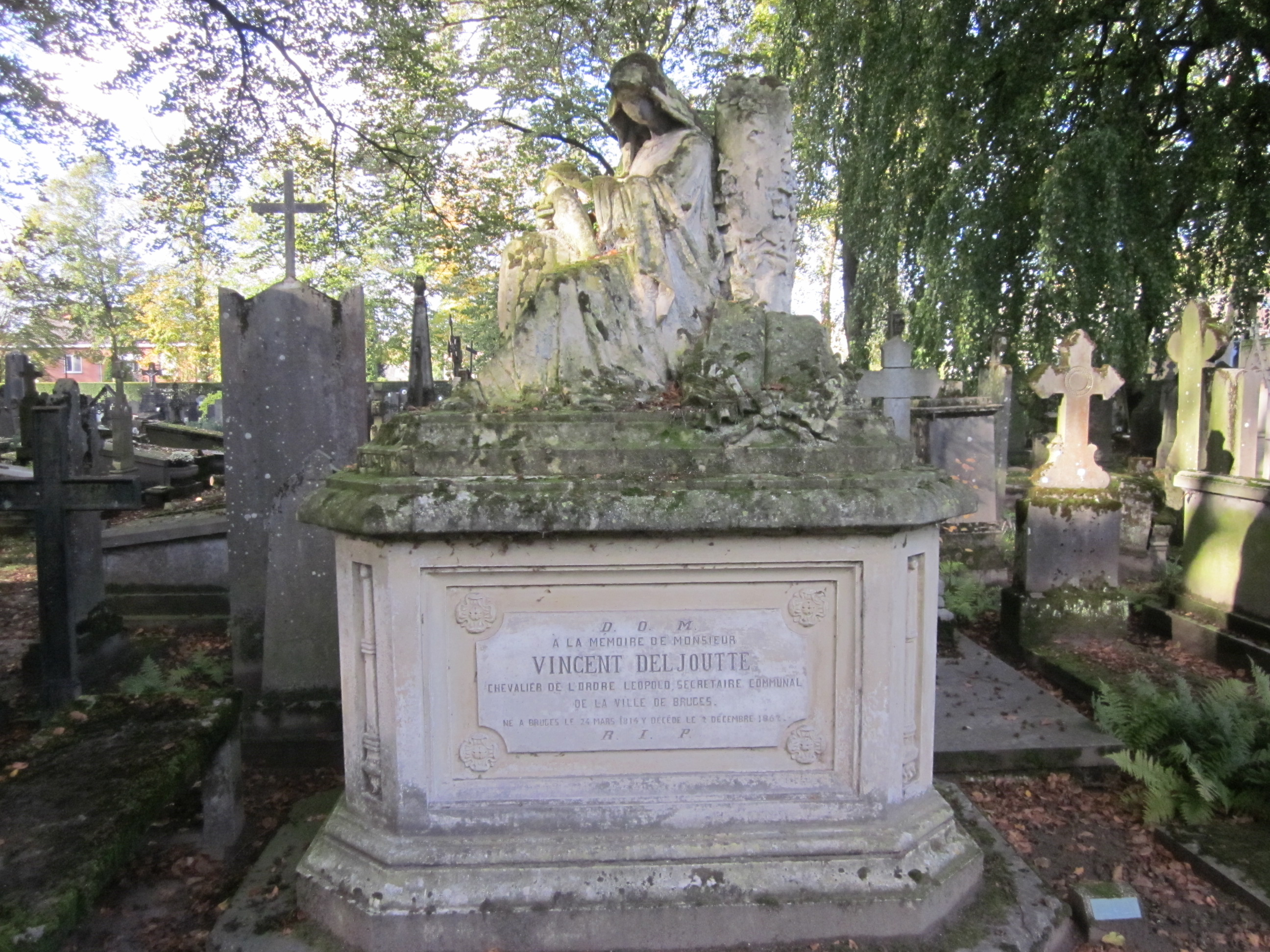
Grafmonument Vincent Deljoutte op het Brugs kerkhof

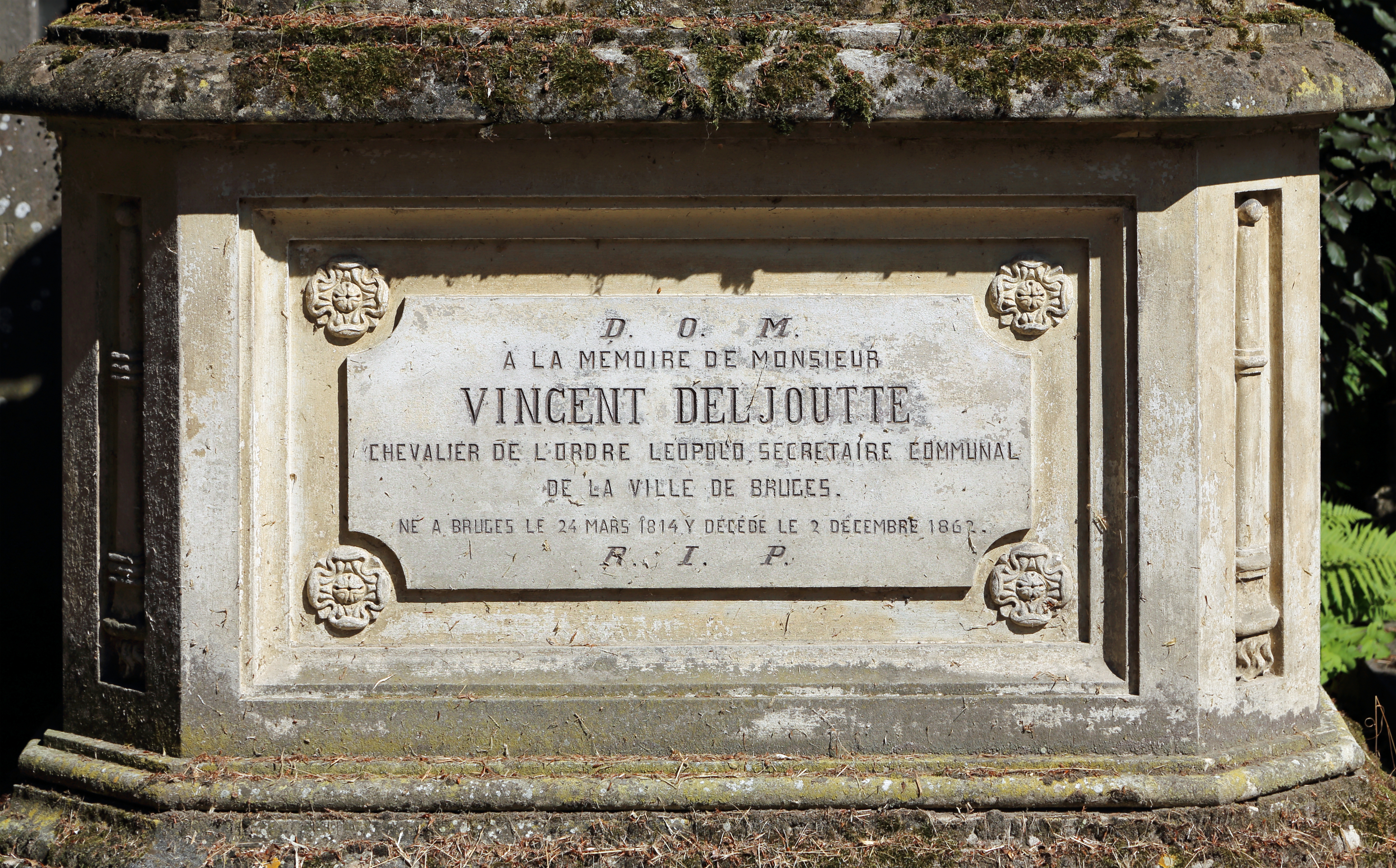
Tekst op het grafmonument van Vincent Deljoutte

Vincent François Marc Deljoutte (Brugge, 23 maart 1814 - 2 december 1862) was een Belgisch politicus en stadssecretaris van de stad Brugge.

## Levensloop
Zijn vader, de wijnhandelaar Georges Deljoutte werd geboren in Valenciennes op 20 oktober 1772 en overleed in Brugge op 9 juli 1849. Hij trouwde in 1809 met Charlotte Custis (Brugge, 1773-1847). Het gezin bleef na de verdwijning van het Franse keizerrijk in 1814 in Brugge wonen. Het paar had verschillende kinderen, onder wie Vincent. Die trouwde in 1842 met Sylvie Doudan (1815-1881), dochter van Charles Doudan (1773-1861) en Catherine Dumortier. Ze kregen zeven kinderen: Marie (1843), Augusta (1845), Sylvie (1847), Julie (1849), Hélène (1852), Charlotte (1854) en Leon (1856-1889). De oudste was amper negen toen de vader op achtenveertigjarige leeftijd overleed.
Deljoutte werd op 13 oktober 1838, als vierentwintigjarige, secretaris van de stad Brugge, in opvolging van Pierre-Jacques Scourion (1767-1838) die van 1808 tot aan zijn dood het ambt bekleedde. Een paar maanden voordien was hij lid geworden van de schuttersgilde van Sint-Sebastiaan, de ontmoetingsplaats van de liberale Brugse burgerij. Hij bleef stadssecretaris tot aan zijn vroegtijdige dood. In deze functie had hij een belangrijke invloed in Brugge. Binnen de administratie was hij de initiatiefnemer voor een grondige reorganisatie. Hij volgde die van nabij, aangezien hij met zijn gezin op het stadhuis woonde.
Zijn invloed was des te groter doordat hij een van de sleutelpersonen werd in het netwerk van liberale politici die de stad en het arrondissement bestuurden. Zijn schoonvader, in de Belgische revolutiejaren naar Brugge gekomen, was er net zoals de Deljouttes gebleven, nadat hij getrouwd was met Anne Dumortier, dochter van de belangrijke aannemer Hubert Dumortier. Een andere dochter Dumortier, Caroline Dumortier was getrouwd met Daniel Bogaert (1777-1849), die een van de belangrijkste drukkers en uitgevers van de stad was. Charles Doudan werd eerst ambtenaar van de provincie, maar naderhand, naast andere activiteiten, vooral ook schepen van de stad Brugge. Gedurende vele jaren was hij achtbare meester van de Brugse vrijmetselaarsloge La Réunion des Amis du Nord. 
Deljoutte werd dus door zijn huwelijk verwant, niet alleen met de invloedrijke Doudan en zijn zoon Charles junior, maar ook met Daniel Bogaert en zijn zoon Alphonse Bogaert (1821-1869), uitgevers van het strijdlustige radicaal-liberale blad L'Impartial de Bruges. Samen met de gebroeders William en Georges Chantrell, de provinciaal griffier Charles Devaux en vader Louis en zoon Jules Boyaval, behoorde Deljoutte tot de groep die de krant patroneerde, financierde en de politieke richting bepaalde. In 1846 was hij - achter de schermen - een van de ondersteuners voor de oprichting van de Belgische liberale partij en van de vooruitgang van de radicale liberalen in Brugge. Ook op het persoonlijke vlak waren er nauwe banden. Toen Alphonse Bogaert, de zoon van Daniel, in 1844 trouwde, werd het huwelijksbanket opgevrolijkt door het gezang van de echtgenoten van Charles Doudan jr. en van Vincent Deljoutte. Het huwelijkslied dat ze zongen werd bij de steendrukker De Lay - De Muyttere sierlijk gedrukt op een porseleinkaart.
Deljoutte ondervond binnen het stadsbestuur aanzienlijke steun van de schepen en weldra burgemeester Jules Boyaval en - in de eerste jaren - van zijn schoonvader, schepen Charles Doudan. Zijn onverwacht overlijden werd met ontsteltenis onthaald en gaf aanleiding tot een volkstoeloop bij zijn uitvaart en tot het oprichten van een belangrijk grafmonument op het Brugs kerkhof. Het werd een profaan monument tussen de overwegend religieus geïnspireerde graftekens. In witte natuursteen gemaakt, bestaat het hoofdzakelijk uit het beeld van een op een hoge sokkel zittende vrouw die een urne in de hand houdt en leunt tegen een met klimop begroeide afgebroken zuil, met aan haar voeten een opengeslagen boek, gevat in een erekrans. 
Deljoutte werd in 1863 opgevolgd door de liberale voorman en advocaat Louis Thooris (1828-1913), die het ambt uitoefende tot in 1904.
Ondanks het overlijden van Vincent Deljoutte, slaagde de weduwe erin aan haar kinderen een behoorlijke opvoeding te verschaffen. Marie Deljoutte (1843-1889) trouwde met Tiburce Hautrive (1834-1889) uit Geluwe, een Frans officier in Tourcoing. De tweede dochter, Augusta, trouwde met Theodore Lauwers en hun dochter Jeanne trouwde met Pierre Eeckman, behorende tot de Brusselse notabelen, van wie de zoon Emile Eeckman eerste voorzitter van het hof van beroep werd in Brussel. Sylvie Deljoutte trouwde met Gustave de la Haye (1835-1903), een zoon van luitenant-generaal Nicolas de la Haye, Hélène met Charles Froidure uit Ieper en Charlotte met Alphonse De Kuyper, allen leden van de burgerij.

## Publicatie
- (samen met Pierre Bogaerts, stadsarchivaris) Notice historique sur les impôts communaux de Bruges, depuis leur origine jusqu'en 1794, Brussel, Devroye, 1846.